# 召穆公
召穆公（？—？），西周時代召國國君，姬姓，召氏，名虎，谥穆，也称召穆公，召幽伯之子，母为召姜。召公奭第十六世孫。
西元前841年，周厉王暴虐，引发国人暴动。召穆公把太子靜（一作靖）藏匿在家，并用其子作為太子的替身，太子于是脱险。
後來周厲王出逃，召穆公與周定公共同執政，史稱“周召共和”。周厲王死后，太子即位為周宣王，周召共和結束。
召穆公曾率军曾以七千周师战胜四万淮夷。